# Друга Всебілоруська конференція
Друга Всебелоруська конференція (біл. Другая Ўсебеларуская канфэрэнцыя; Druhaja Ŭsiebiełaruskaja kanferencyja) — нарада білоруських політичних діячів в еміграції, відбулася 12 - 16 жовтня 1925 року в Берліні. 
Скликана А. І. Цвікевичем. Стала результатом розколу в білоруському емігрантському середовищі, а також змін, які відбулися в 1921 - 1925 рр. в БРСР і Західній Білорусі після Першої Всебелоруської конференції (Прага, 1921 р.). 
У літературі за 1 та 2 конференціями закріпилися назви Всебілоруських політичних конференцій або Національно-політичних нарад. 

## Причини
У 1921-1925 роки Ліга Націй визнала східні кордони Польщі з СРСР; проявилася неможливість отримати будь-яких поступок для білоруської культури в Польщі з боку польської влади ; уряд Литви втратив зацікавленість у підтримці білоруського оточення в литовській столиці (Каунасі), де Олександр Цвікевич виконував функції прем'єра білоруського еміграційного уряду БНР (Голови Ради міністрів БНР); власті БРСР систематично і в різній формі заохочували емігрантів повернутися до Білорусі і приєднуватися до роботи на благо батьківщини та білоруської національної культури; в 1924 р. відбулося укрупнення території БССР. 
Для білорусів серед позитивних заходів уряду БРСР найбільш важливою, навіть визначальною, була білорусизація. Укрупнення території БРСР у 1924 році та перехід армії на територіально-міліційну систему комплектування (що, здавалося, наближало ідею створення власної білоруської армії) доповнювали картину змін у БРСР. 
Розкол білоруської політичної еміграції почався після Генуезької конференції (1922), де Голова Ради Міністрів Білоруської Народної Республіки (БНР) Вацлав Ластовський і міністр закордонних справ Олександр Цвікевіч визнали право Литви на Вільнюс і Віленський край. В. Ластовський після намагався провести національно-політичну нараду, щоб його діяльність була схвалена, а Голова Ради БНР П. Кричевський заборонив її проведення. Була утворена Державна колегія БНР, а потім відновлена Рада Міністрів БНР (1923).  Обов'язки її Голови виконував А.  Цвікевич, який нібито визнав помилковість свого вчинку.
На настрої частини білоруськоїполітичної еміграції і діяльність А.  Цвікевича впливали події в БРСР. У лавах КП(б)Б існувало сильна течія супротивників білоруської культури.  Інтереси ж білоруського культури представляли С. Жилунович, А. Черв'яков, В. Ігнатовський та ін.  VII з'їзд КП (б) Б констатував, що в середовищі працівників культури та освіти БРСР були сильні ідеали «відродження буржуазно-демократичної державності», у традиціях БНР.  Але після XII з'їзду РКП (б) (1923) прийняв резолюцію з національного питання, і ЦБ КП (б) Б повинна була взяти курс на білорусизацію і коренізацію . Позитивний образ більшовицького режиму створювали також розпочата в 1921 нова економічна політика (НЕП) і оголошена в 1923 р.  амністія колишнім супротивником більшовицької влади. 
У Польській Республіці, куди входила Західна Білорусь, уряд почав наступ на білоруську школу і культуру.  Ставка лівих сил на збройну боротьбу не виправдала себе, а парламентських методів боротьби було недостатньо.  Результатом було створення Комуністичної партії Західної Білорусії ( КПЗБ), куди увійшли в т. ч.  А.  Кончевський , І. Логінович, Л.  Родевич та ін.  Важливу роль у КПЗБ став грати емісар Мінська М. Гурин-Маразовський.  Під впливом подій у БРСР, в контакті з КПЗБ ліві члени Білоруського посольського клубу -  С. Рак-Михайловський , Б. Тарашкевич та ін.  створили самостійну фракцію - Білоруську селянсько-робітничої громаду, яка для ЦК КП (б) Б стала «трибуною партії в польському сеймі», вони перейшли до КПЗБ і почали підготовку до створення масової однойменної організації ( БКРГ). 
Більшість діячів Ради та уряду БНР і Західної Білорусії вважали НЕП, білорусизацію і коренізацію стабільним курсом більшовиків.  Це майже повністю влаштовувало їх, тому що за своїми переконаннями вони були соціалістами.  Олександр Цвікевич сподівався, що почнеться і демократизація радянського режиму.
Існували також протиріччя між керівництвом БНР і урядом Литви, в результаті 1.11.1923 р  Президія Ради і уряд БНР змушені були переїхати до Праги.  Уряд перебував у важкому матеріальному становищі, особливо після визнання Чехословаччиною СРСР.  Олександр Цвікевич шукав альтернативу Раді БНР.  Він не виключав можливості свого переїзду в БРСР.  Сполучною ланкою між ним і керівництвом КП (б) Б став, ймовірно І. Красковський .
Керівництво БРСР розгорнуло проти білоруської еміграції ідеологічний наступ. 11 червня 1923 року було прийнято спільну постанову ЦВК СРСР і БРСР про амністію.  Це дало можливість повернутися на батьківщину багатьом діячам культури і науки (процедура передбачала відмову від своїх політичних переконань).
У 1925 році для роботи серед білорусів зарубіжжя скеровувалися за маршрутом Варшава - Прага - Берлін представники БРСР С. Жилунович і М. Очерет. Під час поїздки з'ясувалося, що еміграція дозріла до певної радянізації. 14 серпня 1925 ЦК КП (б) Б визначив умови проведення білоруської національно-політичної наради (її планувалося скликати в Берліні), основною метою форуму мало стати визнання за Мінськом ролі єдиного центру культурного і політичного життя білорусів. 
Олександр Цвікевич не приховував свого наміру переїхати до Мінська.  Перед поверненням представники уряду БРСР і уряду СРСР умовили Цвікевича провести в Берліні Білоруську національно-політичну конференцію. 

## Підготовка конференції
11.8.1925 ЦК КП(б)Б затвердив план поїздки С. Жилуновича і М. Чарота до Праги. 14.8.1925 ЦК КП (б) Б прийняв постанову, в якому вважав за доцільне скликання А. Цвікевичем у Берліні білоруської конференції при 7 обов'язкових умовах, одна з них - попереднє визнання Мінська як єдиного культурного і політичного центру, на який має орієнтуватися білоруський рух Польщі , Литви, Латвії та інших країн; відмова від орієнтації на Лігу Націй; попередня, до конференції, «передача повноважень БНР Уряду БРСР у формі декларації». Після прийняття цих умов групою Цвікевича передбачалося фінансувати останню. Восени 1 925 ЦК КП (б) Б зазначав, що група Цвікевича «підлаштовується під нас з надією задовольнити нас мандатами Уряду БНР; підлаштовуючись під нас, вона в той же час прагне зміцнити своє становище, вона ще хоче грати політичну роль». А. Цвікевич не відмовлявся від наміру створити Всебелоруський національний центр. КП(б)Б ставила своїм завданням «не допустити організації якого б не було комітету білоруської еміграції», тому що створення такого центру «тільки загальмує розвиток білоруського руху радянської орієнтації». ЦК КП (б) Б прагнув «ліквідувати групу Цвікевича з тим, щоб частина її після ліквідації БНР приїхала в Мінськ». У жовтні 1925 до Праги для роботи серед еміграції виїхали С. Жилунович, М.  Камиш і Я. Купала.
Ще в 1919 році Народна рада БНР (чиї повноваження визнала Найвища рада БНР, а потім і Перша Всебілоруська конференція) видала постанову, згідно з яким уряд БНР не мав права приймати самостійні політичні рішення. Підготовка до конференції велася таємно від Голови Ради БНР П. Кричевського.
2 вересня 1925 року в Празі відбулася зустріч між А. Цвікевичем і радянськими уповноваженими, було остаточно затверджено місце і час скликання конференції ( Берлін, жовтень 1925 рік), на її організацію передавалися гроші.  Паралельно А. Цвікевич вів переговори з Литвою, і за деякими даними, Каунас також виділив грошову суму. 
У ЦК КП (б) Б проходили наради, в центрі уваги яких перебувала підготовка Берлінської конференції.  Серед загроз розглядалася можливість, що В. Ластовський може використовувати її проти БРСР.  Між КП (б) Б і НКЗС у Москві виникли певні протиріччя, керівництво Компартії Білорусі відзначала: 
| " | Визнати, що у працівників НКЗС, які проводять роботу по конференції, відсутня повна ясність і послідовність у проведенні лінії, вираженої в резолюції ЦК КП (б) Б, що отримала твердження НКЗС, особливо відзначити невиконання т. Олександрівською умов видачі грошей Цвікевіч. | " |

При цьому в ЦК вважали недоцільним участь в нараді латвійської білоруської групи.  Напередодні обговорювалася можливість створити замість Ради БНР за кордоном Білоруський комітет.  Однак ЦК партії був категоричний: «Білоруський комітет, якби він був підібраний на Берлінській конференції, навіть за умови складання повноважень БНР, виявиться силою проти СРСР, буде мати ілюзії в білоруському питанні, що послаблюють позицію СРСР; його утворення буде БРСР розглядатися як виступ проти БРСР».  Принциповим для Мінська було виконання наступних умов: «гучна» декларація Цвікевича, складання повноважень БНР, в'їзд у БРСР прихильників орієнтації на БРСР. 

## Проведення конференції
Конференція відкрилася в Берліні 12 жовтня 1925 року. На ній були присутні: від уряду БНР А. Цвікевич, Л. Заяц, В. Захарка, В. Прокулевич, від Західної Білорусі - А. Галавінський, від Білоруської колонії в Латвії - Костянтин Єзовітов, прибутку і деякі інші делегати - всього 17 чоловік.  БРСР представляли С. Жилунович і заступник уповноваженого представника СРСР в Польщі А.  Ульянов. 
15.10.1925, перед конференцією, Рада народних міністрів БНР прийняла в Берліні 2 постанови. За 1 Рада міністрів БНР припиняла свою діяльність і визнала Мінськ «єдиним центром національно-державного відродження Білорусі» (проти голосував В. Захарка). За 2 постановою, прийнятою одноголосно, Уряд БНР оголошувався ліквідованим.  Рада народних міністрів вирішила «оголосити від сьогоднішнього дня Уряд БНР ліквідованим і таким, що припинив свою діяльність», постанову підписали А. Цвікевич, Л. Заяц, В.  Пракулевич і В.  Захарка. 
Спочатку доповідь про сучасний стан уряду БНР і про спільне політичне становище Білорусі зробив «голова Ради Міністрів» (так записано в протоколі, хоча на той час він склав повноваження) А.  Цвікевич. 
Олександр Цвікевич на конференції виступив з тезою про необхідність міцного включення Білорусі у структури, які утворюють СРСР, бо становище білорусів, що опинилися в межах Польщі (західнобілоруські воєводства), показувало, що радянській орієнтації немає ніякої альтернативи, а існування структур БНР послаблюють і ставить під сумнів авторитет білоруського радянського уряду. 
У выніку дэлегаты 15.10.1925 пастанавілі:
| " | У зв'язку із сучасним становищем Білорусі, західна частина якої знаходиться під окупацією Польщі, а східна - творить Білоруську Радянську Республіку у складі Соціалістичного Радянського Союзу, з метою об'єднання всіх сил народу для його повного національного і соціального визволення в повному взаєморозумінні з крайовими білоруськими організаціями, - оголосити від сьогоднішнього дня Уряд Білоруської Народної Республіки ліквідованим і таким, що припинив свою діяльність. | " |

У постанові також констатувалося, що «надзвичайну важливість має прагнення Білорусі до зійснення національно-державного ідеалу білоруського народу», а Мінськ визнавався центром білоруського відродження.  Друга Всебелоруська конференція оголосила «будь-які спроби активної боротьби» проти Мінська «зрадою справі визвольного білоруського руху».
Ця постанова підписали голова Ради Народних Міністрів БНР А. Цвікевич, державний контролер Л. Заяц, державний секретар В. Пракулевич, Костянтин Єзовітов, А. Галавінський.  Не зовсім зрозуміла позиція В. Захарка. За одними даними, він все ж спочатку підписав документ, за іншими, - відразу виступив проти. 
Проголошуючи на конференції в Берліні про ліквідацію політичного емігрантського центру БНР, Олександр Цвікевич повірив, що в БРСР були здійснені соціальні та політичні ідеали білоруських соціалістів . Майже всі білоруські політичні інтелектуали, які боролися за білоруську державність у формі БНР, висловилися на конференції в підтримку радянської влади, так як створена в 1920-х рр. у БРСР дійсність недалеко відходила від їх колишніх програмних вимог і цілей. 

## Результати
Юридично постанови Ради народних міністрів БНР від 15 жовтня 1925 року не мають сили, бо актами від 19 грудня 1919 року і 23 серпня 1923 року на об'єднаному засіданні Президії Ради та уряду БНР було вирішено, що обидва ці органи «окремо не засідають». Однак глава Ради БНР Петро Кричевський, посилаючись на акт від 13 грудня 1919 року, розумів, що юридичні нюанси цієї справи і питання легітимності дуже заплутані , так як сам Петро Кричевський мав відношення до сумнівного з юридичного боку обрання того ж Олександра Цвікевича на посаду прем'єра БНР.  Тому Петро Кречевський свою позицію окреслив метафорично: він заявив, що Л. Заяц і В.  Пракулевич перебували під гіпнозом Олександра Цвікевича, коли поставили свої підписи під рішеннями Берлінської конференції. 
Ґрунтуючись на рішеннях Народної Ради БНР від 13.12.1919, об'єднаного засідання Президії Ради та уряду БНР 23.8.1923, Голова Ради БНР П. Кречевський і його заступник В. Захарко не визнали рішення Другої Всебелоруської конференції, а член Президії Ради БНР Язеп Мамонька склав протест на ім'я голови конференції К. Езовітова.
19 січня 1926 вийшов перший номер «Бюлетеня Ради Білоруської Народної Республіки», де було опубліковано «Поклик» П. Кречевського, який вінавачвав в зраді ліквідаторів «Білоруського уряду».  Містилися в «Бюлетені» й інші матеріали про незаконність рішень Берлінської конференції.
Ще до виїзду в Берлін представників Уряду П. Кречевський змушує В. Захарка, Л. Заяця і В. Пракулевич підписати заяву про свою відставку, щоб «мати вільні руки», коли в Берліні постане питання про ліквідацію Уряду БНР. Заява підписана 4 жовтня, відставка прийнята Кречевським 10 жовтня  . 
За білоруським істориком А. Сідаревичем, А. Цвікевич, Л. Заяц і В. Пракулевич склали свої повноваження до конференції і присутні на ній як приватні особи. Те, що А. Цвікевич і його союзники не представляють офіційний інститут, а тільки самих себе, розумів і ЦК КП (б) Б , який у своїх постановах і резолюціях перед конференцією констатував, що має справу з групою Цвікевича. Сідаревич вважає, що більшовикам потрібен був політичний жест, який би деморалізував білоруську політичну еміграцію і прискорив справу її розвалу. За білоруським істориком В. Гігіном, тим не менш, з інструкції, розробленої Радою БНР для «делегатів уряду БНР» на Берлінській конференції, випливає, що А. Цвікевич , Л. Заяц і В. Пракулевич мали офіційний статус. Інструкція вказувала: 1) всі рішення конференції вступають у силу після їх ратифікації відповідними органами трьох частин Білорусі (Західної, БНР і БРСР); 2) представники БНР їдуть до Берліна з інформаційними цілями; 3) у разі будь-яких розбіжностей з цією інструкцією члени Уряду БНР повинні подати у відставку. 
Для Мінська в 1925 році БНР як помітний політичний фактор перестала існувати. 22 жовтня Бюро ЦК КП (б) Б заслухала інформацію А.  Ульянова і зробила висновок, що обрана лінія була абсолютно правильною, а сам він виконав повністю поставлені завдання. 
Після проведення конференції до БРСР переїхали колишній прем'єр-міністр БНР Олександр Цвікевич (на особисте запрошення Олександра Черв'якова), Вацлав Ластовський та інші діячі БНР . В. Пракулевич, Л. Заяцю, А. Галавінському також дозволили повернутися до БРСР. А. Галавінському та А. Цвікевичу видали по 430 доларів допомоги.
Президія Ради не визнала рішення конференції і залишилася вірною акту 25 березня.  Хоча після цього члени Президії П. Бадунова і Я. Мамонька також переїхали до БРСР, Голова Ради БНР П. Кречевський і його заступник В. Захарка не визнали БРСР.  Державна печатка і державний архів БНР залишилися у них.

## Оцінки
15 березня 2018 року в Національному історичному музеї Білорусі відкрилася тимчасова експозиція «1918: БНР - Ідея. Край. Держава. Крок до Незалежності», де Центральний архів КДБ Білорусі вперше виставив для відвідувачів протокол засідання Ради міністрів БНР, яка на Берлінській конференції 15 жовтня 1925 р. оголосила про припинення своїх повноважень.  Історик Ігор Марзалюк у той день дав свою оцінку результатам Берлінської конференції: «Це говорить про те, що державні інтереси, інтереси країни, інтереси нації вище портфелів, вище власних політичних амбіцій.  Цей документ уперше показаний публіці».